# Alemanya Occidental
L'Alemanya Occidental o de l'Oest, en alemany Westdeutschland o West-Deutschland, coneguda també com a República Federal d'Alemanya (RFA) era un país de l'Europa central que formava part de la Unió Europea (UE). Limitava al nord amb la mar del Nord, Dinamarca i la mar Bàltica; a l'est amb la República Democràtica Alemanya i Txecoslovàquia; al sud amb Àustria i Suïssa, i a l'oest amb França, Luxemburg, Bèlgica i els Països Baixos. Va ser proclamada el 23 de maig de 1949, amb Bonn com a capital, i incloïa les zones d'ocupació britànica, nord-americana i francesa un cop acabada la Segona Guerra Mundial. El 12 de setembre de 1990, segons el tractat per totes dues parts es restablí oficialment la sobirania i unió de la RDA i la RFA per formar l'actual estat d'Alemanya.
L'Alemanya Occidental va ser declarada estat sobirà 5 de maig de 1955, tot i que les antigues potències ocupants hi van mantenir tropes, igual com l'exèrcit soviètic es va mantenir a l'Alemanya Oriental.
L'RFA es va integrar a l'OTAN el 9 de maig de 1955 i va esdevenir un dels focus principals de la Guerra Freda pel seu veïnatge amb l'RDA, que va esdevenir membre del Pacte de Varsòvia, creat arran de la fundació de l'organització militar occidental. L'antiga capital alemanya, Berlín, també fou dividida en el Berlín Est i el Berlín Oest, però la part occidental va quedar completament envoltada per l'Alemanya Oriental.
Konrad Adenauer en fou canceller des dels inicis fins a 1963; durant el seu mandat, la RFA va ser membre cofundador de les comunitats europees. Dirigida des de 1969 pel socialdemòcrata Willy Brandt, s'inicià un procés d'acostament cap a la RDA (coneguda com a Ostpolitik). El 1983 fou elegit canceller Helmut Kohl, que aconseguiria la reunificació amb l'Alemanya oriental.
Després de la caiguda del mur de Berlín el 9 de novembre de 1989, es va dur a terme ràpidament la unificació de les dues Alemanyes: formalment, l'estat alemany occidental creixia amb l'annexió de la part oriental i avui es coneix simplement com a Alemanya. La reunificació va tenir lloc el 3 d'octubre de 1990 i les quatre potències ocupants van abandonar el país oficialment el 15 de març de 1991. L'exèrcit nord-americà, això no obstant, hi va mantenir bases militars, com ara Ramstein, Baumholder i Grafenwöhr.

## Història

### Orígens i fundació
Després de la Segona Guerra Mundial, els líders dels Estats Units, el Regne Unit i la Unió Soviètica i França, van organitzar una reunió en la Conferència de Potsdam. Les converses van ser enfocades cap a futurs arranjaments amb Europa de la postguerra i accions per ser fetes contra el Japó en l'Oceà Pacífic. Les nacions van arribar a un acord de partir Alemanya en quatre zones d'ocupació, francesa al sud-oest, britànica al nord-oest, americana al sud, i soviètica a l'est. El 1946, les tres primeres zones van ser combinades. Primer les zones britàniques i americanes van ser combinades en l'estat de Bizònia, llavors només els mesos després, Bizònia i la zona francesa van ser combinats en Trizònia. En 1949, amb el començament de la Guerra Freda, les dues zones (Trizònia i la zona soviètica) esdevingueren conegudes com a Alemanya Occidental i Alemanya Oriental.
A partir del 1949 l'Alemanya Occidental es va convertir en un país capitalista amb una economia orientada cap al "mercat social" (die Soziale Marktwirtschaft) i més va comptar amb un govern parlamentari democràtic. Malgrat posseir un govern democràtic, Alemanya estava fortament influenciada pels Estats Units i la seva política exterior estava íntimament lligada a les línies mestres marcades per Washington. En la dècada de 1950, Alemanya de l'Oest va viure un anomenat "miracle econòmic" (Wirtschaftswunder), i la seva economia va créixer fortament, sobretot en les primeres dècades del període de la postguerra.

### L'Alemanya occidental i Europa
Inicialment la República Federal d'Alemanya i els seus aliats de l'OTAN no van reconèixer el govern de l'Alemanya Oriental (l'autoproclamada República Democràtica Alemanya, RDA) ni al de la llavors Polònia comunista, a partir de l'anomenada Doctrina Hallstein. Les relacions entre els dos Estats alemanys van ser gairebé inexistents fins que el canceller Willy Brandt, de la República Federal d'Alemanya, va llançar un programa d'acostament amb el llavors Bloc de l'Est (a aquesta política se la va anomenar Ostpolitik) en la dècada de 1970. En el cas polonès, aquella manca de reconeixement oficial -fins al1970 - per part de la RFA no només venia donada per causes ideològiques, sinó a la limítrofa línia Oder-Neisse imposada pels soviètics després de la finalització de la Segona Guerra Mundial.
Les Conferències de Londres i París de 1954 determinaren l'estatus de l'Alemanya Occidental, que va concedir plena sobirania a Alemanya Occidental, va donar fi a l'ocupació, encara que amb les antigues tropes d'ocupació romanent en terra, per la seva aliança amb Alemanya Occidental després que aquesta s'afiliés a l'Organització del Tractat de l'Atlàntic Nord (OTAN). D'altra banda, tant Alemanya Occidental com Itàlia es van unir al Tractat de Brussel·les, el 23 d'octubre de 1954. Els acords van entrar en vigor el 5 de maig de 1955.
L'Alemanya Occidental es va convertir en un dels principals focus de la Guerra Freda amb la seva juxtaposició a l'Alemanya Oriental, un membre del posteriorment fundat Pacte de Varsòvia. Aquest també va ser el cas de l'antiga capital, Berlín, que també va quedar dividida en dues ciutats: Berlín Est i Berlín Oest. No obstant això, Berlín occidental tenia la particularitat que es trobava completament envoltat pel territori de la República Democràtica Alemanya.
El brot de guerra a Corea (juny de 1950) va portar als Estats Units a demanar el rearmament d'Alemanya Occidental a fi de defensar Europa Occidental de l'amenaça soviètica. Però la memòria de l'agressió alemanya va conduir altres estats europeus a buscar el control estricte sobre les noves Forces armades de l'Alemanya Occidental, la Bundeswehr. Els països veïns de la RFA a la Comunitat Europea del Carbó i de l'Acer (CECA) van decidir establir una Comunitat de Defensa Europea (European Defence Community o EDC), amb un exèrcit integrat, marina i força aèria, formada per les forces armades dels seus Estats membres. Els militars d'Alemanya Occidental estarien subjectes de completar el control de lEDC, però els altres estats membres EDC (Bèlgica, França, Itàlia, Luxemburg i els Països Baixos) cooperarien en l'EDC mantenint el control independent de les seves pròpies forces armades.
Encara que el tractat EDC va ser signat (maig de 1952), aquest projecte mai va arribar a entrar en vigor. Els partidaris de De Gaulle a França el van rebutjar a causa que aquest amenaçava la sobirania nacional, i quan l'Assemblea Nacional francesa va rebutjar ratificar (agost de 1954), el tractat va morir. Paradoxalment, els francesos havien matat una idea originalment proposada per ells. Es van haver de trobar llavors altres mitjans per permetre el rearmament d'Alemanya Occidental. En la resposta, el Tractat de Brussel·les va ser modificat per incloure la RFA, i formar la Unió Europea Occidental (WEU). Havia de permetre que Alemanya Occidental es rearmés, i tingués el control sobirà complet dels seus militars; la WEU regularia però la mida de les forces armades permeses a cadascun dels seus estats membres.
Els tres Aliats Occidentals van retenir poders d'ocupació a Berlín i certes responsabilitats d'Alemanya en conjunt. D'acord amb els nous arranjaments, els Aliats van col·locar tropes dins d'Alemanya Occidental per a la defensa de l'OTAN, d'acord amb acords d'estat de forces i col·locació. A excepció de 45.000 tropes franceses, les forces Aliades estaven sota el comandament de defensa conjunt de l'OTAN. (França es va retirar de l'estructura de comandament militar col·lectiu de l'OTAN el 1966.)

### Cap a la fi de la divisió
A mitjan dècada de 1980, la perspectiva d'una reunificació alemanya va ser vista, tant per l'Alemanya Oriental com per l'Occidental, com una esperança llunyana. No obstant això, l'esperança de la reunificació es va posar sobtadament a l'abast de realitzar a causa dels canvis polítics dins de la Unió Soviètica. L'adveniment del dirigent soviètic Mikhaïl Gorbatxov el 1985 va provocar onades de reforma que es van propagar per tot el Bloc de l'Est, oferint una oportunitat per al canvi a la RDA.
L'agost de 1989, Hongria va eliminar les seves restriccions frontereres amb Àustria i al setembre més de 13.000 alemanys de l'Est van creuar la nova frontera oberta al Teló d'acer. Manifestacions de masses contra el govern d'Alemanya Oriental van començar a finals d'aquell mateix any, fomentades segons fonts oficials per forces externes. Enfrontat al malestar civil d'alguns sectors, el dirigent d'Alemanya Oriental Erich Honecker va dimitir el 18 d'octubre de 1989. Van seguir més dimissions quan la totalitat del gabinet de l'Alemanya Oriental va renunciar el 7 de novembre. Les restriccions a viatjar per als alemanys de l'Est foren abolies tot seguit pel nou govern tan sols dos dies després, el 9 de novembre, i molta gent es va dirigir immediatament al Mur de Berlín, on els policies de fronteres van obrir els punts d'accés i els van permetre travessar-los. Encoratjats, molts alemanys d'ambdós costats van començar a enderrocar les mateixes seccions del Mur, encapçalant un dels fets més significatius fets del segle xx.
El 18 de març de 1990 van tenir lloc a la RDA -fins llavors hi governava un Front Popular - les primeres eleccions sense el monopoli de poder del SED, que donarien lloc a un govern el major mandat del qual seria negocia el seu propi final i el del seu Estat. El democristià Lothar de Maizière va ser nomenat primer ministre i des del seu accés al poder, el procés de reunificació es va accelerar considerablement.
A iniciativa del primer ministre de la RDA, de Maizière, la RDA va negociar amb Alemanya Occidental, el Regne Unit, França, Estats Units i la Unió Soviètica les precondicions per a una - aleshores - eventual reunificació alemanya. L'URSS, malgrat retractar-se de la seva oposició inicial a la reunificació, va plantejar objeccions al fet que Alemanya Oriental fos incorporada a l'aliança de l'OTAN. No obstant això, es va aconseguir un acord pel qual es permetia a l'Alemanya reunificada seguir formant part de l'OTAN amb la condició que les tropes de l'OTAN no podrien estacionar-se en el territori de l'exRDA.

### La reunificació
En paral·lel a negociacions multilaterals, les negociacions bilaterals entre els governs dels llavors dos Estats alemanys van conduir a la signatura el 18 de maig de 1990 d'un acord per a una etapa intermèdia, una Unió Econòmica, Social i Monetària, que va entrar en vigor l'1 de juliol. El 23 d'agost, el Parlament de l'Alemanya Oriental (Volkskammer) va aprovar l'accés proposat el 3 d'octubre a la República Federal d'Alemanya. El Tractat d'Unificació (Einigungsvertrag) es va signar el 31 d'agost per representants de la RFA i de la RDA. El 12 de setembre, el Tractat de Liquidació Final amb relació a Alemanya (Tractat del Dos més Quatre) va ser signat i es va restablir oficialment la sobirania d'ambdós estats alemanys. Analitzant neutralment les conseqüències de la reunificació, més aviat podria dir-se que la República Federal d'Alemanya es va annexar o va absorbir la RDA, ja que després de la reunificació va predominar la moneda, la ideologia liberal, la política interna i exterior i fins i tot el nom oficial (RFA) de la república occidental. La que sí que es va reunificar va ser la nació alemanya, la qual després de la seva unificació inicial en 1871 havia estat forçosament dividida de nou durant el període de l'anomenada Guerra Freda, entre 1949 i 1990.
La cerimònia de reunificació alemanya oficial el 3 d'octubre de 1990 va ser celebrada a l'edifici del Reichstag, incloent al Canceller Helmut Kohl, el president Richard von Weizsäcker, l'ex canceller Willy Brandt i moltes altres personalitats. Un dia més tard, el parlament de l'Alemanya unida es reuniria en un acte simbòlic a l'edifici del Reichstag. No obstant això, la qüestió sobre Berlín no s'havia decidit encara. Només després d'un acalorat debat, el Bundestag va concloure el 20 de juny de 1991, amb una majoria completament prima que la seu tant del govern com del parlament haurien de tornar a Berlín des de Bonn.

## Organització

En verd : la República federal d'Alemanya i els seus Länder, així com Berlín-Oest a la vetlla de la reunificació.

En vigílies de la reunificació el 1990, Alemanya Occidental, que era una república federal, estava formada per deu Länder:
- Baden-Württemberg (nascut el 1952 de la fusió de tres Länder: Baden, Württemberg-Baden i Württemberg-Hohenzollern)
- Baviera
- Bremen
- Hamburg
- Hessen
- Baixa Saxònia
- Rin del Nord-Westfàlia
- Renània-Palatinat
- Saarland (fins a 1957 era un estat independent i sobirà, sota protectorat francès)
- Schleswig-Holstein

L'estatut de Berlín Occidental va ser al seu torn objecte d'un tractament especial.